# Fernando Gómez Doblas
Fernando Gómez Doblas (Málaga, 16 de octubre de 1965) es un deportista español que compitió en atletismo adaptado. Ganó tres medallas de plata en los Juegos Paralímpicos de Atlanta 1996.

## Palmarés internacional
| Juegos Paralímpicos | Juegos Paralímpicos      | Juegos Paralímpicos | Juegos Paralímpicos |
| Año                 | Lugar                    | Medalla             | Prueba              |
| ------------------- | ------------------------ | ------------------- | ------------------- |
| 1996                | Atlanta (Estados Unidos) | Medalla de plata    | 100 m T35           |
| 1996                | Atlanta (Estados Unidos) | Medalla de plata    | 200 m T34-35        |
| 1996                | Atlanta (Estados Unidos) | Medalla de plata    | 400 m T34-35        |